# Metageitnion
Metageitnion (altgriechisch Μεταγειτνιών, auch in der Nebenform Μεταγειτονιών Metageitonion) war ein Monat in mehreren antiken griechischen Kalendern, die auf dem ionischen Kalender fußen.
Im attischen Kalender war Metageitnion der zweite, in späteren Zählungen der zwölfte Monat des Jahres nach dem Hekatombaion und vor dem Boëdromion. Im julianischen Kalender entspricht ihm ungefähr der Monat August.
In Athen begann mit ihm das neue Finanzjahr, in seiner Mitte begann der bis zu dem Mysterien von Eleusis im Boëdromion anhaltende Mysterienfrieden und mit seinem Schluss endete das Militärjahr. Der Name wird auf das Nachbarfest Metageitnia, ein in diesem Monat verrichtetes Opferfest für Apollon Metageitnios, zurückgeführt.
Inschriftlich ist der Monatsname für Delos als achter Monat, in Ephesos, Priene, Samos, Milet und Milets Pflanzstädten Kyzikos, Olbia und Leros belegt. In der Variante Pedagaitnios (Πεδαγαίτνιος, auch Πεδαγαίτνυος Pedagaitnuos) erscheint der Monat zudem in den Kalendern von Chalkedon, Kos, Kalymnos und Rhodos.